# Mike Lynch
Michael Richard Lynch ( Ilford, 16 de juny de 1965- Sicília, 19 d'agost de 2024) va ser un líder empresarial tecnològic i magnat britànic, conegut com el cofundador d'Autonomy Corporation i fundador d'Invoke Capital. Lynch també es va convertir en cofundador, juntament amb Invoke Capital, de l'empresa de ciberseguretat Darktrace. Alhora, ha exercit una altra diversitat de rols, fins i tot en qualitat d'assessor.

## Biografia
Després de llicenciar-se, doctorar-se i realitzar una investigació postdoctoral a la Universitat de Cambridge, va aplicar la seva investigació en aprenentatge automàtic per crear empreses desenvolupadores d'aplicacions empresarials i es va convertir en un dels grans líders de la creació de Silicon Fen, un gran conglomerat d'empreses tecnològiques ubicat a Cambridge, considerat l'equivalent britànic de Silicon Valley.
En 2006, va ser nomenat membre de la junta directiva de la BBC. També va ser elegit membre del consell de ciència i tecnologia de l'exprimer ministre David Cameron el 2011.
Després de convertir Autonomy, en una de les empreses tecnològiques britàniques més destacades de la seva època, la va vendre el 2011 a Hewlett-Packard per 11 100 milions de dòlars, molt per sobre de la seva valoració de mercat. Aquesta transacció va donar lloc a acusacions de frau per suposades maniobres per inflar el valor de l'empresa i a un llarg litigi civil al Regne Unit. Al maig de 2023, es va produir l'extradició de Lynch als Estats Units romanent en arrest domiciliari a San Francisco. Al març de 2024, va ser jutjat enfrontant-se a una condemna de fins a 25 anys de presó. Al juny de 2024, va ser declarat no culpable de tots els càrrecs. Després de la seva absolució, que va suposar una severa derrota dels fiscals nord-americans, queda per dilucidar si ha estat víctima d'un gran error judicial, com defensa el conservador britànic David Davis, o finalment ha de pagar per danys i perjudicis, com insisteix HP, en un nou cas judicial al Regne Unit. Pocs dies abans de l'incident de navegació, el seu exvicepresident financer Stephen Chamberlain, coacusat que també va ser declarat innocent al juny, va ser atropellat per un cotxe mentre corria per una carretera al nord de Cambridge i va morir el 22 d'agost a l'hospital.

## Defunció
Lynch i la seva família estaven de viatge per la Mediterrània, amb un petit grup dels seus assessors financers i legals, celebrant la seva absolució de 15 càrrecs —un de conspiració i 14 de frau electrònic— en un tribunal de San Francisco. El 19 d'agost de 2024, se'l va declarar desaparegut després que el Bayesian, un super iot, bolqués després de sotsobrar per una tromba marina en quedar obert un dels portons segons les investigacions, enfonsant-se en pocs minuts davant del port de Porticello, prop de la ciutat de Palerm. El 22 d'agost, els cossos de Lynch i quatre passatgers més van ser recuperats del vaixell per un equip especialitzat de bussos italians i identificats per la Guàrdia Costanera, i al dia següent es va recuperar el cos de la seva filla Hannah. La fiscalia siciliana va obrir una investigació per homicidi involuntari i negligència pel naufragi d'un veler considerat "insubmergible" pel seu fabricant.

## Vida Personal
Lynch estava casat amb Angela Bacares i van tenir dues filles. El 2023, el patrimoni "net" de la parella estava estimat en 852 milions de lliures esterlines. La seva filla adolescent Hannah, morta als 18 anys en el mateix accident que el seu pare, havia guanyat diversos premis literaris com a jove escriptora, entre ells el William C. Smith de poesia.